# Loxoblemmus haani
Loxoblemmus haani är en insektsart som beskrevs av Henri Saussure 1877. Loxoblemmus haani ingår i släktet Loxoblemmus och familjen syrsor. Inga underarter finns listade i Catalogue of Life.